# Galvanostègia

Galvanostègia d'un metall amb coure en un bany de sulfat de coure (II)

La galvanostègia  és el procés basat en el trasllat d'ions metàl·lics des d'un ànode a un càtode en un medi líquid, compost fonamentalment per sals metàl·liques i lleugerament acidulat. Des del punt de vista de la física, és l'electrodeposició d'un metall sobre una superfície per millorar les seves característiques. Amb això s'aconsegueix proporcionar duresa, durada, o ambdues coses. El procés es pot resumir en el trasllat d'ions metàl·lics des d'un ànode (càrrega positiva) a un càtode (càrrega negativa) en un medi líquid (electròlit), compost fonamentalment per sals metàl·liques. Essencialment (entre altres aplicacions) és el procés electroquímic que s'empra per pintar per mitjà del corrent peces metàl·liques que no contenen carboni com ara les de bronze, alumini, coure, entre d'altres.